# Chantons sur la piste
Chantons sur la piste est un épisode de la série télévisée d'animation Les Simpson. Il s'agit du septième épisode de la vingt-neuvième saison et du 625e épisode de la série. Il est diffusé pour la première fois le 19 novembre 2017 aux États-Unis.

## Synopsis
Mr Burns propose à Homer des places pour un match de basket, ce dernier l'annonce à ses amis. Moe est vexé de ne pas avoir été invité, il décide de faire des efforts et met une photo au mur de leur ancienne équipe de bowling, espérant la reformer. Homer décide de remonter le moral de Moe en lui proposant de le faire, avec de nouveaux membres. Ils participent à un tournoi et se retrouve en finale contre une équipe de traders. Ces derniers donnent de l'argent à Bart, qui prend peu à peu goût à leur vie de luxe, et ils poussent Moe à parier son bar, ensuite ils font boire Barney alors qu'il avait réussi à rester sobre pour pouvoir jouer. Mais Lisa ne supporte pas leur arrogance et leur méchanceté, et décide de les miner psychologiquement. 

## Réception
Lors de sa première diffusion l'épisode a attiré 2,67 millions de téléspectateurs.